# Еріх Фрід

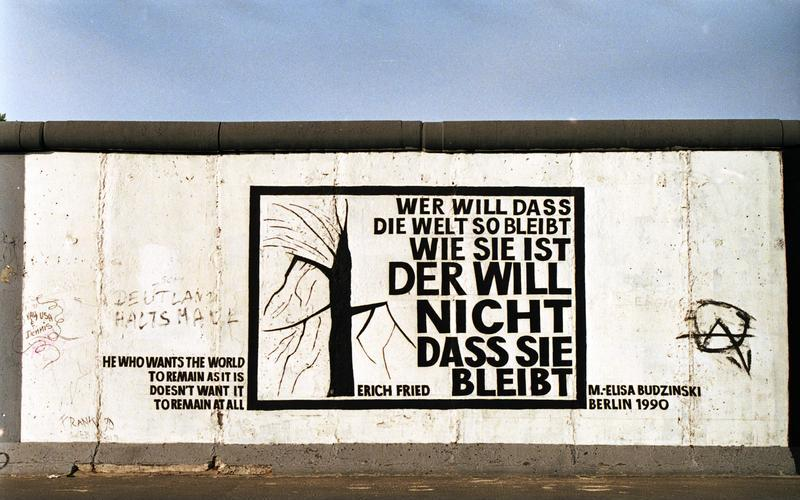
Цитата Фріда на Берлінському мурі (малюнок Елізи Будінської). Напис означає: «Хто хоче, аби світ залишився таким, яким він є, той не хоче, аби світ залишився взагалі.»

Е́ріх Фрід (нім. Erich Fried; 6 травня 1921, Відень — 22 листопада 1988, Баден-Баден) — австрійський поет єврейського походження, відомий своїми політичнотематичними поезіями. Він був також радіоведучим, перекладачем та есеїстом.
Народився у Відні; його батька замучили гестапівці 1938 року. Того ж року емігрував до Англії. 1949 набув британське підданство (1982 року відновив австрійське громадянство). У 1952-68 роках працював на Бі-Бі-Сі. Помер у німецькому Баден-Бадені; похований на кладовищі Кенсал-Грін у Лондоні.

## Праці
- Drei Gebete aus London, 1945
- Ein Soldat und ein Mädchen, 1960
- Reich der Steine, 1963
- Warngedichte, 1964
- Überlegungen, 1964
- Kinder und Narren, 1965
- und Vietnam und, 1966
- Anfechtungen, 1967
- Die Beine der größeren Lügen, 1969
- Poesiealbum, 1969
- Unter Nebenfeinden, 1970
- Die Freiheit den Mund aufzumachen, 1972
- Höre Israel, 1974
- So kam ich unter die Deutschen, 1977
- 100 Gedichte ohne Vaterland, 1978
- Liebesgedichte, 1979
- Es ist was es ist, 1983
- Um Klarheit, 1985
- Mitunter sogar Lachen, 1986